# Territorial Pissings
«Territorial Pissings» es una canción de la banda de grunge Nirvana. Es la séptima canción del álbum de 1991 Nevermind. La letra fue escrita por Kurt Cobain, y la música por Cobain, Krist Novoselic y Dave Grohl. 
La canción señalaba al final de varias de sus actuaciones el momento de maltratar o destruir los instrumentos, como ocurrió en la presentación de la banda en Saturday Night Live. 
Alguna gente cree que la letra habla sobre cómo Kurt tenía como fantasía ser un alien cuando era un niño. A su vez la letra criticaba al machismo (de ahí el nombre de meadas territoriales) que era detestado por Cobain, esto se ve por ejemplo en la frase "Nunca conocí un hombre sabio, y si lo hice es una mujer". Una presentación en vivo de la canción se encuentra en el video de 1994 Live! Tonight! Sold Out!!. Las líneas de introducción (habladas por Novoselic) son tomadas de la canción de The Youngbloods «Get Together».
Una actuación memorable de «Territorial Pissings» fue en el programa de la BBC, Friday Night with Jonathan Ross en 1991. La banda estaba programada para tocar «Lithium». Sin embargo, Kurt Cobain decide tocar «Territorial Pissings» a una asombrada audiencia, después de la cual destruyeron el escenario. La compañía de discos de la banda tuvo que, posteriormente, pagar por los daños.
Una actuación de este tema en el "OK Hotel" de Seattle fue incluida en el box set de 2004 With the Lights Out.
Un dato curioso es que en la intro "Come on people now Smile on your brother Everybody get together Try to love one another right now" puede ser una referencia a la canción "get together" de The Youngbloods.

## Personal
- Kurt Cobain: Voz principal y guitarra.
- Krist Novoselic: Bajo y voz de la introducción.
- Dave Grohl: Batería.